# Concacaf-mästerskapet 1989
CONCACAF-mästerskapet 1989 spelades i hemma- och bortamöten under perioden 19 mars-19 november 1985. Costa Rica vann turneringen före USA och Trinidad och Tobago.  Costa Rica och USA fick i och med segern respektive andraplatsen varsin biljett till VM 1990 i Italien. USA lyckades komma åt andraplatsen genom att slå Trinidad och Tobago med 1-0, efter ett mål som kommit att kallas för "Skottet som hördes över hela världen".
Totalt deltog 16 Concacaf-lag. Fifa avslog dock Belize på grund av skulder till FIFA..

## Kvalificering
Fem lag kvalade in från ett kval i två steg mellan april och november 1988.  Mexiko diskvalificerades efter att ha använt icke-godkända spelare vid 1988 års olympiska turnering. Costa Rica fick deras plats.

## Slutomgång
| Nr | Lag                 | S | V | O | F | GM | IM | MS | P  |
| -- | ------------------- | - | - | - | - | -- | -- | -- | -- |
| 1  | Costa Rica          | 8 | 5 | 1 | 2 | 10 | 6  | +4 | 16 |
| 2  | USA                 | 8 | 4 | 3 | 1 | 6  | 3  | +3 | 15 |
| 3  | Trinidad och Tobago | 8 | 3 | 3 | 2 | 7  | 5  | +2 | 12 |
| 4  | Guatemala           | 6 | 1 | 1 | 4 | 4  | 7  | −3 | 4  |
| 5  | El Salvador         | 6 | 0 | 2 | 4 | 2  | 8  | −6 | 2  |

| Hemma \ Borta       | Costa Rica | El Salvador | Guatemala | Trinidad och Tobago | USA |
| Costa Rica          | —          | 1–0         | 2–1       | 1–0                 | 1–0 |
| El Salvador         | 2–4        | —           | [ 1 ]     | 0–0                 | 0–1 |
| Guatemala           | 1–0        | [ 1 ]       | —         | 0–1                 | 0–0 |
| Trinidad och Tobago | 1–1        | 2–0         | 2–1       | —                   | 0–1 |
| USA                 | 1–0        | 0–0         | 2–1       | 1–1                 | —   |

Costa Rica vinnare av turneringen och, tillsammans med tvåan USA, kvalificerade för VM 1990.
|  | 19 mars 1989 | Guatemala         | 1 – 0 | Costa Rica |                                      |                                      |
|  |              | Chacón 39′ (str.) |       |            | Domare: Antonio Evangelista (Kanada) | Domare: Antonio Evangelista (Kanada) |
|  |              |                   |       |            | Domare: Antonio Evangelista (Kanada) | Domare: Antonio Evangelista (Kanada) |
|  |              |                   |       |            | Domare: Antonio Evangelista (Kanada) | Domare: Antonio Evangelista (Kanada) |

|  | 2 april 1989 | Costa Rica              | 2 – 1 | Guatemala |                               |                               |
|  |              | Flores 42′ Coronado 78′ |       | Rodas 51′ | Domare: John Meachin (Kanada) | Domare: John Meachin (Kanada) |
|  |              |                         |       |           | Domare: John Meachin (Kanada) | Domare: John Meachin (Kanada) |
|  |              |                         |       |           | Domare: John Meachin (Kanada) | Domare: John Meachin (Kanada) |

|  | 16 april 1989 | Costa Rica | 1 – 0 | USA |                                                    |                                                    |
|  |               | Rhoden 14′ |       |     | Publik: 26 271 Domare: José Antonio Garza (Mexiko) | Publik: 26 271 Domare: José Antonio Garza (Mexiko) |
|  |               |            |       |     | Publik: 26 271 Domare: José Antonio Garza (Mexiko) | Publik: 26 271 Domare: José Antonio Garza (Mexiko) |
|  |               |            |       |     | Publik: 26 271 Domare: José Antonio Garza (Mexiko) | Publik: 26 271 Domare: José Antonio Garza (Mexiko) |

|  | 30 april 1989 | USA       | 1 – 0 | Costa Rica |                                                 |                                                 |
|  |               | Ramos 72′ |       |            | Publik: 8 500 Domare: Rodolfo Méndez (Honduras) | Publik: 8 500 Domare: Rodolfo Méndez (Honduras) |
|  |               |           |       |            | Publik: 8 500 Domare: Rodolfo Méndez (Honduras) | Publik: 8 500 Domare: Rodolfo Méndez (Honduras) |
|  |               |           |       |            | Publik: 8 500 Domare: Rodolfo Méndez (Honduras) | Publik: 8 500 Domare: Rodolfo Méndez (Honduras) |

|  | 13 maj 1989 | USA            | 1 – 1 | Trinidad och Tobago |                                              |                                              |
|  |             | Trittschuh 48′ |       | Charles 88′         | Publik: 10 000 Domare: Luigi Agnolin (Italy) | Publik: 10 000 Domare: Luigi Agnolin (Italy) |
|  |             |                |       |                     | Publik: 10 000 Domare: Luigi Agnolin (Italy) | Publik: 10 000 Domare: Luigi Agnolin (Italy) |
|  |             |                |       |                     | Publik: 10 000 Domare: Luigi Agnolin (Italy) | Publik: 10 000 Domare: Luigi Agnolin (Italy) |

|  | 28 maj 1989 | Trinidad och Tobago | 1 – 1 | Costa Rica |                                  |                                  |
|  |             | Jones               |       | Coronado   | Domare: Edgardo Codesal (Mexiko) | Domare: Edgardo Codesal (Mexiko) |
|  |             |                     |       |            | Domare: Edgardo Codesal (Mexiko) | Domare: Edgardo Codesal (Mexiko) |
|  |             |                     |       |            | Domare: Edgardo Codesal (Mexiko) | Domare: Edgardo Codesal (Mexiko) |

|  | 11 juni 1989 | Costa Rica | 1 – 0 | Trinidad och Tobago |                                        |                                        |
|  |              | Cayasso 2′ |       |                     | Domare: José Joaquín Torres (Colombia) | Domare: José Joaquín Torres (Colombia) |
|  |              |            |       |                     | Domare: José Joaquín Torres (Colombia) | Domare: José Joaquín Torres (Colombia) |
|  |              |            |       |                     | Domare: José Joaquín Torres (Colombia) | Domare: José Joaquín Torres (Colombia) |

|  | 17 juni 1989 | USA                    | 2 – 1 | Guatemala  |                                                   |                                                   |
|  |              | Murray 3′ Eichmann 67′ |       | Chacón 22′ | Publik: 10 500 Domare: Gordon Arrowsmith (Kanada) | Publik: 10 500 Domare: Gordon Arrowsmith (Kanada) |
|  |              |                        |       |            | Publik: 10 500 Domare: Gordon Arrowsmith (Kanada) | Publik: 10 500 Domare: Gordon Arrowsmith (Kanada) |
|  |              |                        |       |            | Publik: 10 500 Domare: Gordon Arrowsmith (Kanada) | Publik: 10 500 Domare: Gordon Arrowsmith (Kanada) |

|  | 25 juni 1989 | El Salvador             | 2 – 4 | Costa Rica                              |                                                      |                                                      |
|  |              | Rodriguez 24′ Rivas 63′ |       | Cayasso 16′ Hidalgo 46′ Flóres 51′, 75′ | Publik: 40 000 Domare: Arturo Brizio Carter (Mexiko) | Publik: 40 000 Domare: Arturo Brizio Carter (Mexiko) |
|  |              |                         |       |                                         | Publik: 40 000 Domare: Arturo Brizio Carter (Mexiko) | Publik: 40 000 Domare: Arturo Brizio Carter (Mexiko) |
|  |              |                         |       |                                         | Publik: 40 000 Domare: Arturo Brizio Carter (Mexiko) | Publik: 40 000 Domare: Arturo Brizio Carter (Mexiko) |

|  | 16 juli 1989 | Costa Rica    | 1 – 0 | El Salvador |                                        |                                        |
|  |              | Fernandez 55′ |       |             | Domare: Jorge Orellana Vimos (Ecuador) | Domare: Jorge Orellana Vimos (Ecuador) |
|  |              |               |       |             | Domare: Jorge Orellana Vimos (Ecuador) | Domare: Jorge Orellana Vimos (Ecuador) |
|  |              |               |       |             | Domare: Jorge Orellana Vimos (Ecuador) | Domare: Jorge Orellana Vimos (Ecuador) |

|  | 30 juli 1989 | Trinidad och Tobago | 2 – 0 | El Salvador |                                      |                                      |
|  |              | Lewis 50′, 61′      |       |             | Domare: Antonio Evangelista (Kanada) | Domare: Antonio Evangelista (Kanada) |
|  |              |                     |       |             | Domare: Antonio Evangelista (Kanada) | Domare: Antonio Evangelista (Kanada) |
|  |              |                     |       |             | Domare: Antonio Evangelista (Kanada) | Domare: Antonio Evangelista (Kanada) |

|  | 13 augusti 1989 | El Salvador | 0 – 0 | Trinidad och Tobago |                                                  |  |
|  |                 |             |       |                     | Publik: 16 882 Domare: Gonzalo Tejada (Honduras) |  |
|  |                 |             |       |                     |                                                  |  |
|  |                 |             |       |                     |                                                  |  |

|  | 20 augusti 1989 | Guatemala | 0 – 1 | Trinidad och Tobago |                                       |                                       |
|  |                 |           |       | Jamerson 57′        | Domare: Arturo Brizio Carter (Mexiko) | Domare: Arturo Brizio Carter (Mexiko) |
|  |                 |           |       |                     | Domare: Arturo Brizio Carter (Mexiko) | Domare: Arturo Brizio Carter (Mexiko) |
|  |                 |           |       |                     | Domare: Arturo Brizio Carter (Mexiko) | Domare: Arturo Brizio Carter (Mexiko) |

|  | 3 september 1989 | Trinidad och Tobago    | 2 – 1 | Guatemala |                                    |                                    |
|  |                  | Jones 10′ Jamerson 88′ |       | Rodas 6′  | Domare: Horacio Cachay Díaz (Peru) | Domare: Horacio Cachay Díaz (Peru) |
|  |                  |                        |       |           | Domare: Horacio Cachay Díaz (Peru) | Domare: Horacio Cachay Díaz (Peru) |
|  |                  |                        |       |           | Domare: Horacio Cachay Díaz (Peru) | Domare: Horacio Cachay Díaz (Peru) |

|  | 17 september 1989 | El Salvador | 0 – 1 | USA       |                                                |                                                |
|  |                   |             |       | Perez 61′ | Publik: 3 700 Domare: Edgardo Codesal (Mexiko) | Publik: 3 700 Domare: Edgardo Codesal (Mexiko) |
|  |                   |             |       |           | Publik: 3 700 Domare: Edgardo Codesal (Mexiko) | Publik: 3 700 Domare: Edgardo Codesal (Mexiko) |
|  |                   |             |       |           | Publik: 3 700 Domare: Edgardo Codesal (Mexiko) | Publik: 3 700 Domare: Edgardo Codesal (Mexiko) |

|  | 8 oktober 1989 | Guatemala | 0 – 0 | USA |                                              |  |
|  |                |           |       |     | Publik: 8 000 Domare: Elías Jácome (Ecuador) |  |
|  |                |           |       |     |                                              |  |
|  |                |           |       |     |                                              |  |

|  | 5 november 1989 | USA | 0 – 0 | El Salvador |                                             |  |
|  |                 |     |       |             | Publik: 8 500 Domare: John Meachin (Kanada) |  |
|  |                 |     |       |             |                                             |  |
|  |                 |     |       |             |                                             |  |

|  | 19 november 1989 | Trinidad och Tobago | 0 – 1 | USA           |                                                       |                                                       |
|  |                  |                     |       | Caligiuri 30′ | Publik: 35 000 Domare: Juan Carlos Lostau (Argentina) | Publik: 35 000 Domare: Juan Carlos Lostau (Argentina) |
|  |                  |                     |       |               | Publik: 35 000 Domare: Juan Carlos Lostau (Argentina) | Publik: 35 000 Domare: Juan Carlos Lostau (Argentina) |
|  |                  |                     |       |               | Publik: 35 000 Domare: Juan Carlos Lostau (Argentina) | Publik: 35 000 Domare: Juan Carlos Lostau (Argentina) |

| [ 1 ] | 19 november 1989 | El Salvador | Spelades ej | Guatemala |  |  |
|       |                  |             |             |           |  |  |
|       |                  |             |             |           |  |  |
|       |                  |             |             |           |  |  |

| [ 1 ] | 21 november 1989 | Guatemala | Spelades ej | El Salvador |  |  |
|       |                  |           |             |             |  |  |
|       |                  |           |             |             |  |  |
|       |                  |           |             |             |  |  |

## Skytteligan
2 mål
- Raúl Chacón
- Julio Rodas
- Evaristo Coronado
- Juan Arnoldo Cayasso
- Leonidas Flores
- Leonson Lewis
- Kerry Jamerson
- Philibert Jones

### Fotnoter
1. 1 2 3 4  Båda matcher mellan El Salvador och Guatemala var tänkta att spelas i Guatemala; men senare kom man överens om att matcherna inte skulle spelas på grund av brist på betydelse (inget lag hade vid det laget chansen att nå  VM).